# Luke Steele (Sänger)
Luke James Steele (* 13. Dezember 1979 in Perth, Western Australia) ist ein australischer Sänger und Songwriter der Alternative-Rock-Band The Sleepy Jackson. Steele ist auch ein Mitglied des Pop-Duos Empire of the Sun.

## Leben
Steele gehört einer musikalischen Familie an. Steeles Vater Rick ist ein Blues-Gitarrist und Mundharmonika-Spieler. Steele hat drei Geschwister Katy, Jake und Jesse. 2007 gründete er Empire of the Sun.
Steele ist seit 2006 verlobt mit Jodi, die ebenfalls der Band The Sleepy Jackson angehörte. Im Oktober 2008 wurde ihr erstes Kind, eine Tochter, geboren.
2018 gründete er mit Daniel Johns das Duo Dreams.
Zu seinen Einflüssen zählt Steele unter anderem Elliott Smith, Paul McCartney, John Lennon, Brian Wilson, Carole King, James Taylor, The Four Freshmen und Cole Porter.

## Diskografie
Album
- Listen to the Water (2022)

Lieder
- When We Were Young (2018)
- Hello (2020)
- Common Man (2022)
- Armageddon slice (2022)
- Pool of Love (2022)
- Running Running (2022)